# گرنویل، نیو ساوت ولز
گرنویل (به انگلیسی: Granville) یک حومه شهر در استرالیا است که در نیو ساوت ولز واقع شده‌است.